# الخاندرو دلورته
الخاندرو دلورته (انگلیسی: Alejandro Delorte؛ زادهٔ ۲ ژوئن ۱۹۷۸) بازیکن فوتبال اهل آرژانتین است.
از باشگاه‌هایی که در آن بازی کرده‌است می‌توان به باشگاه فوتبال جیمناسیا لاپلاتا، باشگاه فوتبال آریس سالونیک، باشگاه فوتبال برشا، باشگاه فوتبال پنیارول، و باشگاه فوتبال آرژانتینوس جونیورز اشاره کرد.